# Caserne Whitfield
La caserne Whitfield (威菲路軍營, Whitfield Barracks) était une installation militaire de Hong Kong située dans le quartier de Tsim Sha Tsui à Kowloon. Elle porte le nom de Henry Wase Whitfield (en), nommé commandant des forces britanniques de Hong Kong en 1869. La zone est aujourd'hui l'emplacement du parc de Kowloon où subsistent quatre blocs de la caserne reconvertis et des parties de l'ancienne batterie de Kowloon Ouest II.

## Histoire

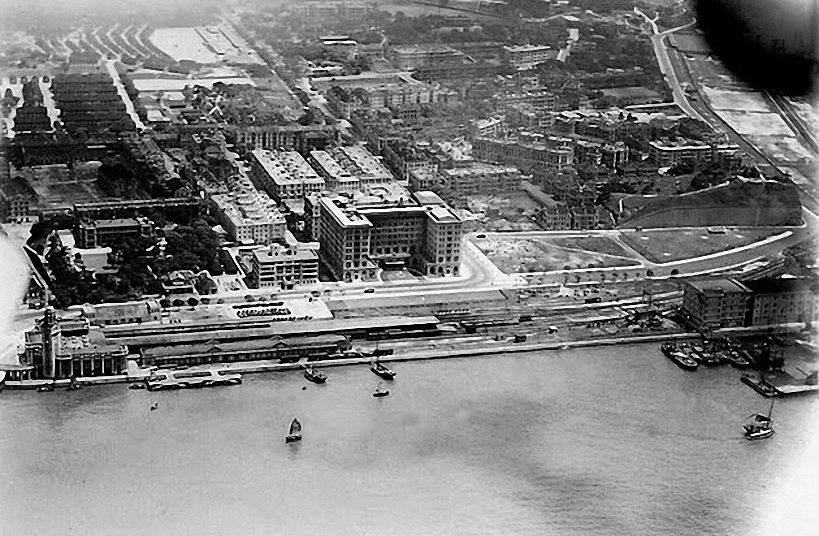
Vue aérienne de Tsim Sha Tsui dans les années 1930. La caserne Whitfield est visible en haut à gauche.

Le site est désigné zone militaire en 1864. Dans les années 1890, la caserne est d'abord construite pour les garnisons indiennes britanniques. Vingt-cinq blocs de caserne sont bâtis en 1906. L'installation est agrandie dans les années suivantes. En 1910, 85 bâtiments de caserne avaient été construits. Une mosquée (en) est également construite à l'angle sud-est du site pour les soldats indiens.
Elle appartient aux forces armées britanniques durant l'époque de la gouvernance britannique. L'autorité des locaux est transférée au gouvernement de Hong Kong en 1967. En 1970, le conseil urbain reconvertit le site et fonde le parc de Kowloon.
Le gouvernement est critiqué lorsque le conseil exécutif approuve en 1982 des plans pour qu'une bande de locaux commerciaux donnant sur Nathan Road soit creusée dans la colline du parc de Kowloon. Le déménagement est proposé pour la première fois lorsque la caserne est reconvertie en espace public ouvert en 1970 et déclenche une controverse. Il se heurte à l'opposition du conseil urbain, ainsi qu'à la communauté musulmane, dont la mosquée se trouve à proximité. Les droits pour le développement de la bande de 5 410 m² sont vendus en février 1983 à une filiale de New World Development pour 218 millions $.

## Bâtiments restants
Il reste quatre blocs de caserne reconvertis : les blocs 58, S4, S61 et S62.
Les blocs S61 et S62 datent de 1910. Ils forment une paire de blocs de caserne militaire coloniale identiques à deux étages et faisaient à l'origine partie de six blocs de caserne construits parallèlement l'un aux autres. Les toits sont en pente avec des tuiles chinoises et une finition goudronnée. Ils accueille le musée d'histoire de Hong Kong de 1983 à 1998 avant l'achèvement de l'actuel musée à Chatham Road (zh). Un bloc d'extension reliant les deux casernes historiques est construit dans les années 1980 pour fournir plus d'espace aux installations du musée. Les blocs abritent désormais le centre de découverte du patrimoine de Hong Kong.
Le bloc S4 (anciennement bloc G) est situé à l'angle sud-est du parc de Kowloon, le long de Haiphong Road (en), et est accessible par son entrée sur Nathan Road. Il s'agit d'une caserne militaire coloniale à deux étages de type similaire aux blocs S61 et S62. Il abrite aujourd'hui un centre d'exposition et de ressources sur l'éducation à la santé.
Le bloc 58 (anciennement le bloc A) est situé à l'angle sud-ouest du parc de Kowloon, le long de Haiphong Road. Il est utilisé comme entrepôt du musée d'histoire de Hong Kong.

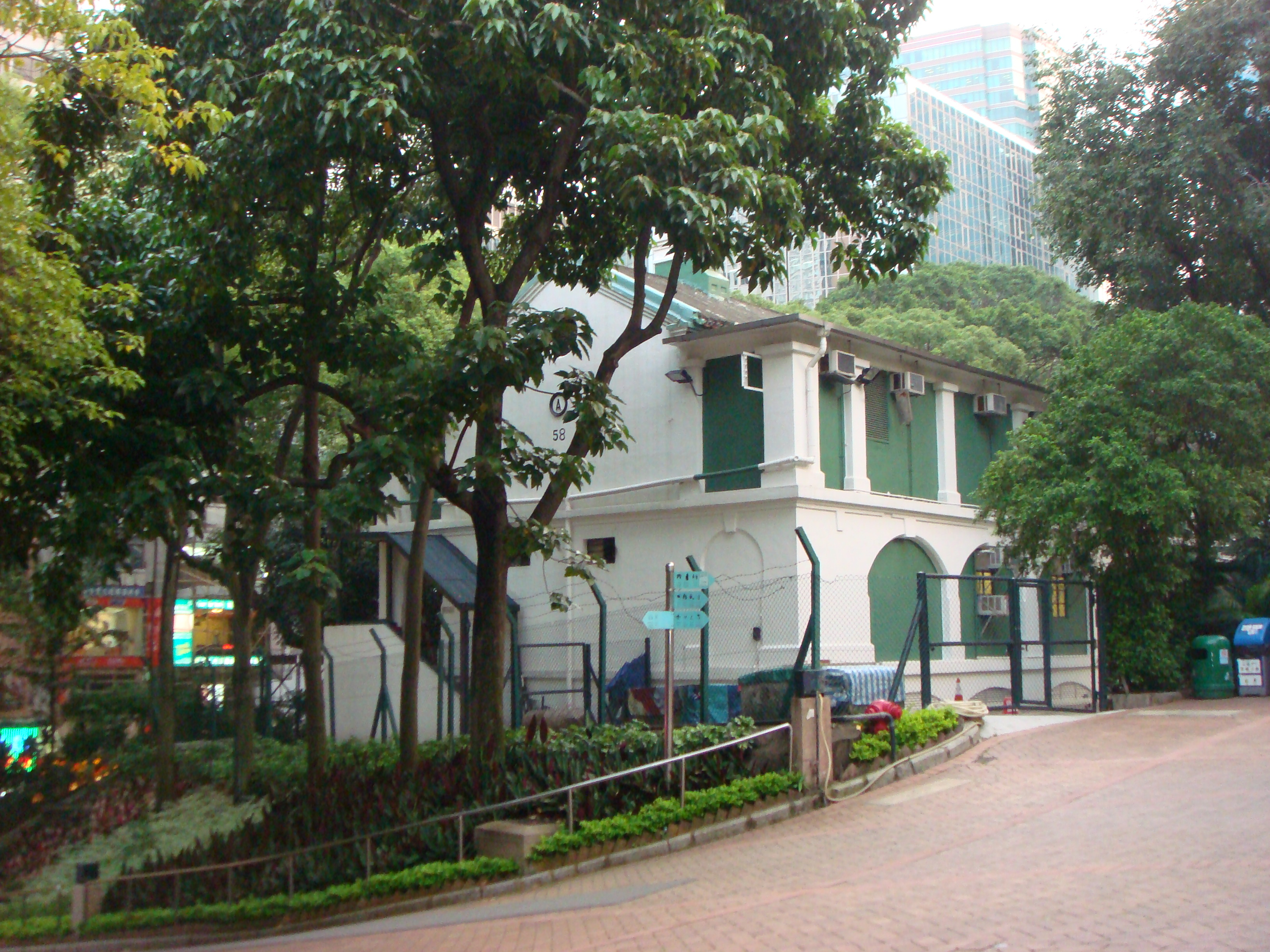
L'ancien bloc 58
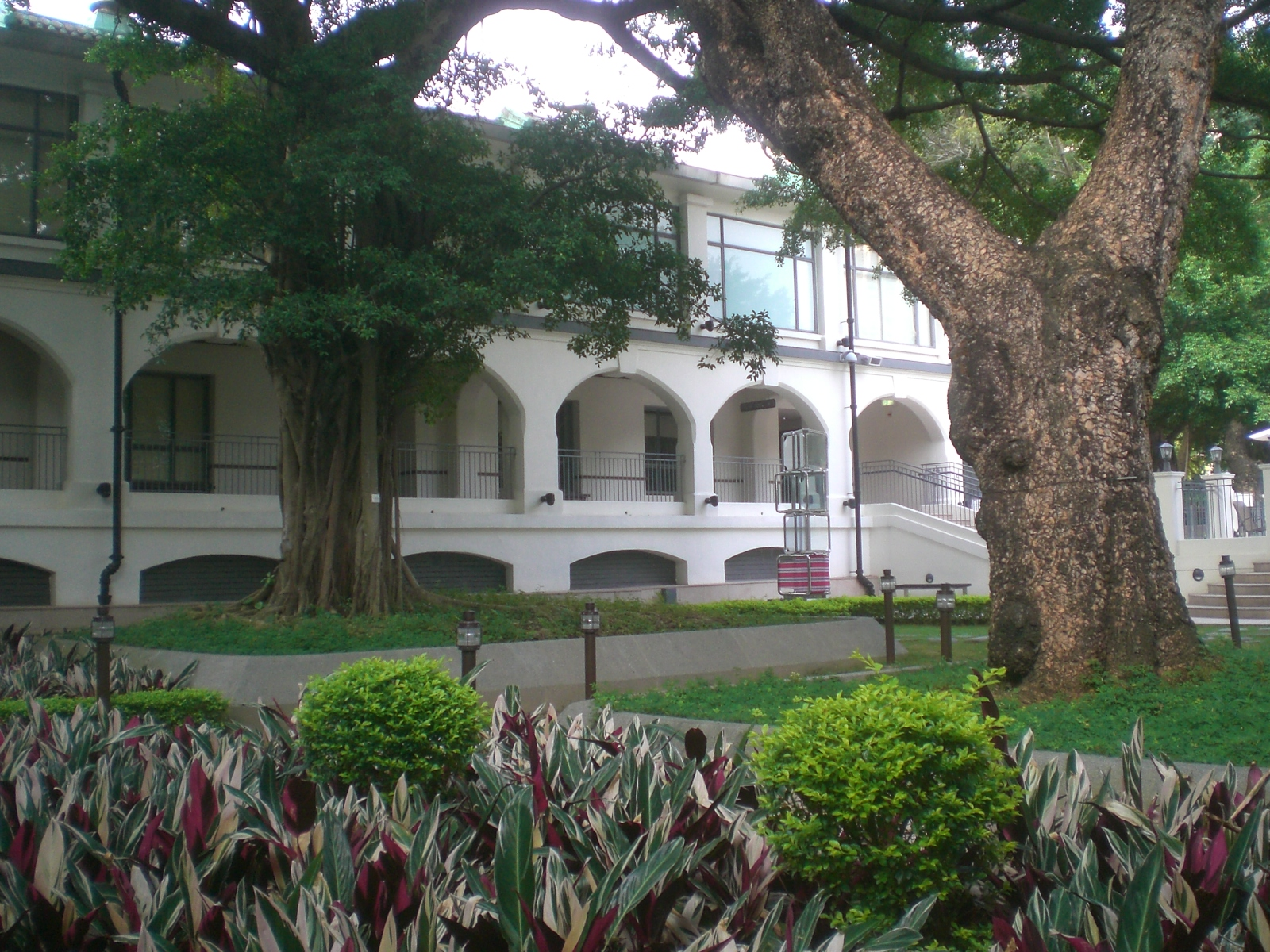
Le centre de découverte du patrimoine de Hong Kong
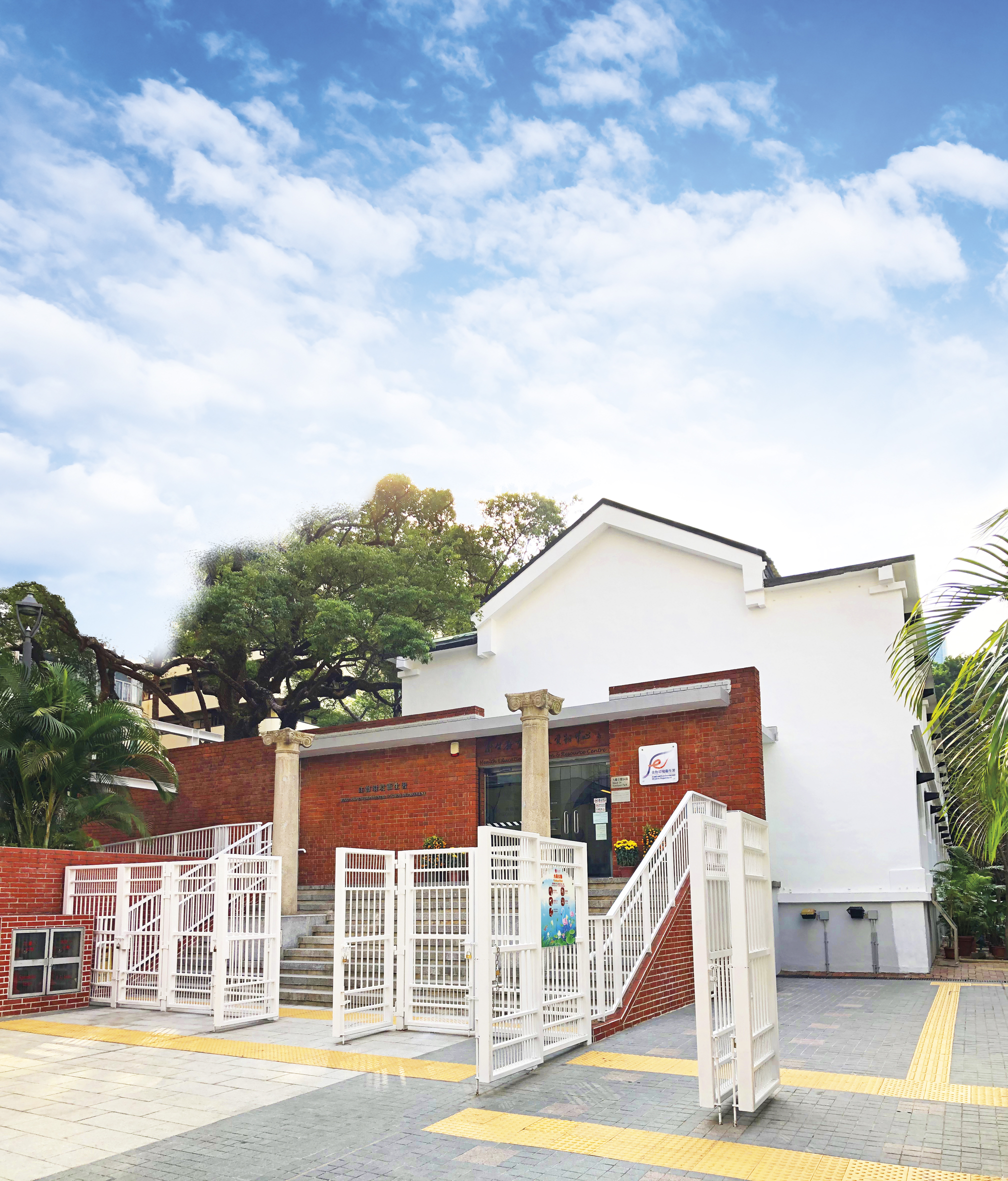
Le centre d'exposition et de ressources sur l'éducation à la santé
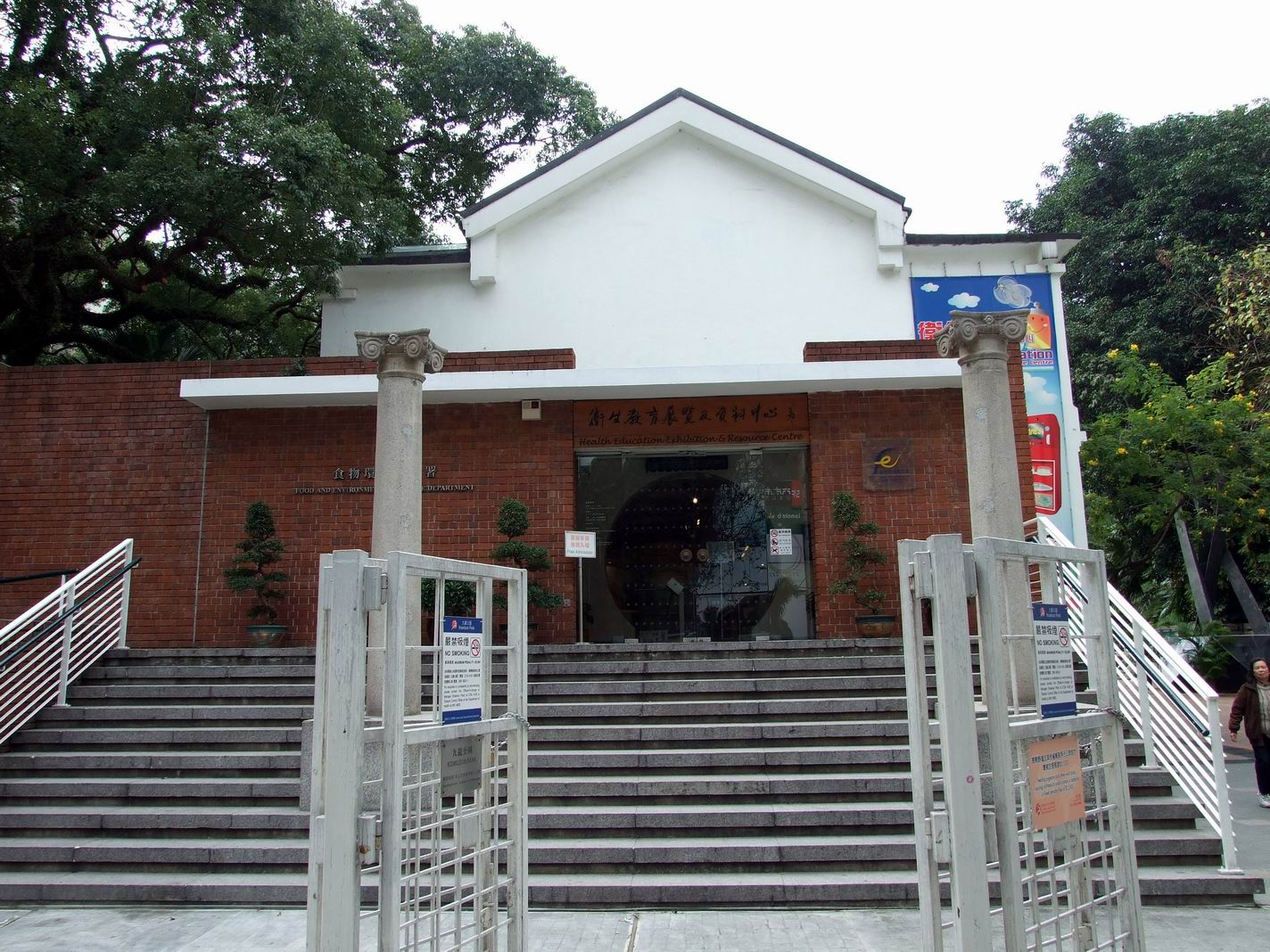
Le centre d'exposition et de ressources sur l'éducation à la santé, ancien bloc S4. Entrée depuis Nathan Road

## Batterie de Kowloon Ouest II

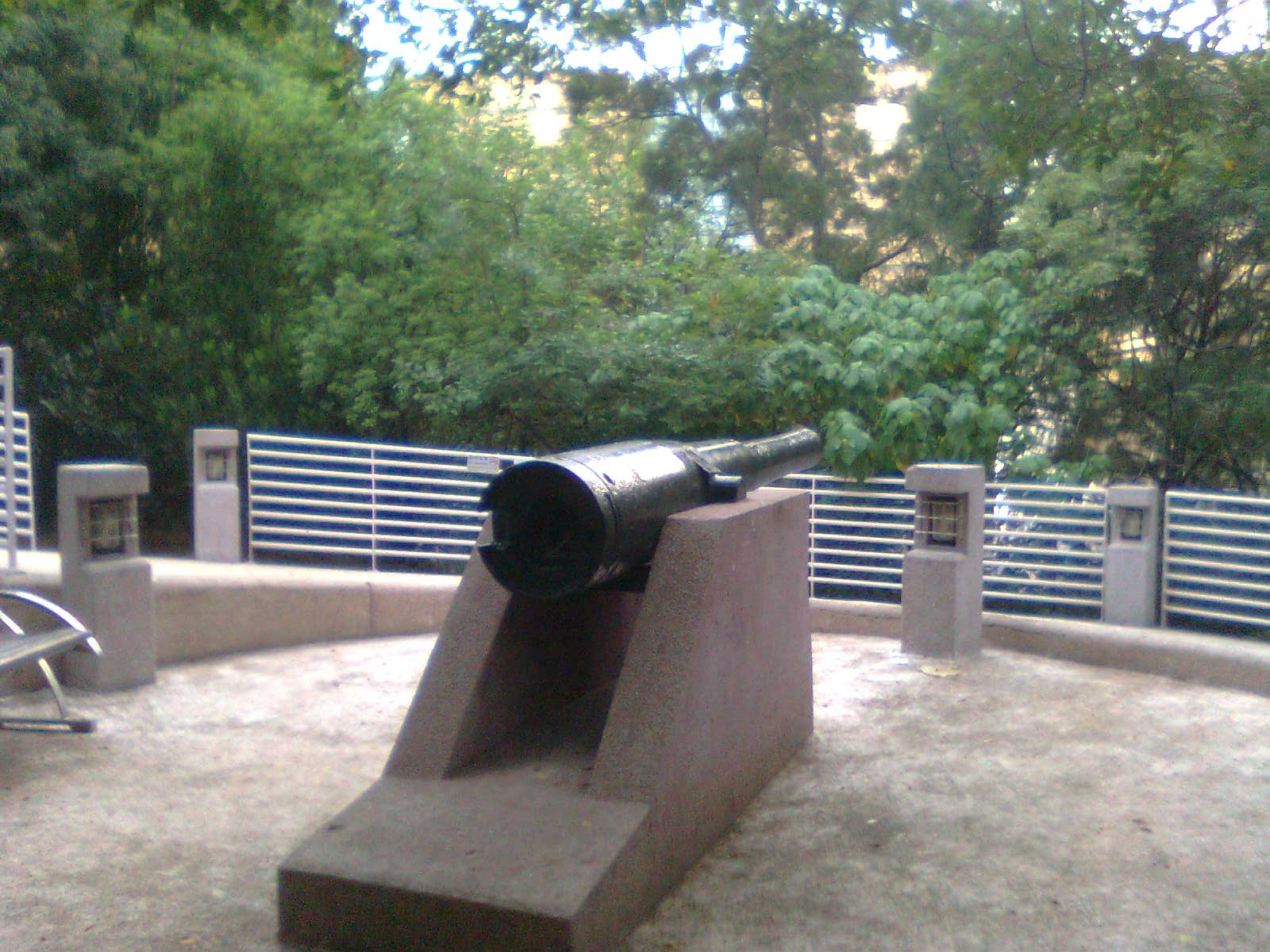
La batterie de Kowloon Ouest II.

La batterie Kowloon Ouest II est située dans la partie nord-ouest de l'actuel parc de Kowloon. Elle est construite entre 1878 et 1880, et a probablement été désaffecté en 1916. Elle commandait l'entrée de Victoria Harbour entre les îles de Stonecutters Island et Green Island (en). Quand la caserne Whitfield est reconvertie en parc de Kowloon, la batterie est transformée en terrain de jeu d'aventure pour enfants mais est cependant toujours reconnaissable pour ce qu'elle était. Les emplacements des canons ont été rénovés. Des canons navals ont été montés dans chaque emplacement après avoir été découverts sur un chantier de construction de Chatham Road à Tsim Sha Tsui en 1980.

## Conservation
Les blocs 58, S4, S61 et S62 restants de l'ancienne caserne sont classés bâtiments historiques de rang III de 1997 à 2009. Ils sont classés comme bâtiments historiques de rang I depuis 2009. La batterie de Kowloon Ouest II est classée bâtiment historique de rang I depuis 1997.
La conversion des blocs S61 et S62 en centre de découverte du patrimoine de Hong Kong remporte en 2007 le prix du patrimoine Asie-Pacifique de l'Unesco (en)